# Brenda Strong
Brenda Strong, född 25 mars 1960 i Portland, Oregon, är en amerikansk skådespelerska. Hon har bland annat spelat Mary Alice Young i Desperate Housewives och varit berättarröst i alla avsnitt av serien. Strong spelade en återkommande karaktär i den andra säsongen av Tretton skäl varför som Nora Walker, Bryces mor. Hon regisserade två avsnitt under säsong fyra.
I Seinfeld spelar hon Sue Ellen Mischke.